# Jean-Joseph Ange d'Hautpoul

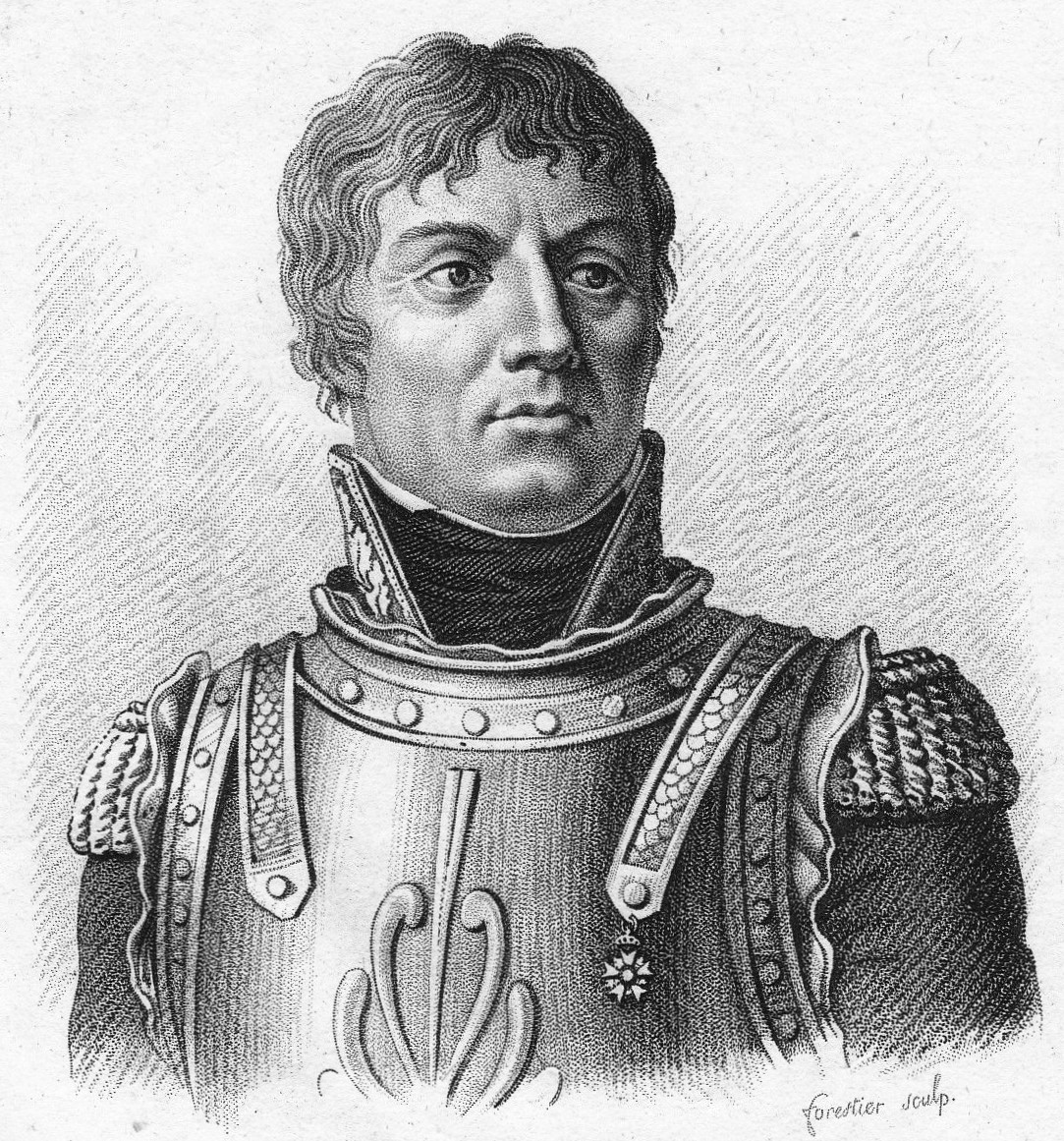
Jean-Joseph Ange d'Hautpoul met zijn kuras.

Jean-Joseph Ange d'Hautpoul (Cahuzac-sur-Vère, 13 mei 1754 – Eylau, 14 februari 1807) was een Frans generaal van de cavalerie.

## Beginjaren
D'Hautpoul stamde uit een adellijke familie in Languedoc. Hij nam als vrijwilliger dienst in het Frans koninklijk leger in 1769. Hij diende eerst in het Corsicaans legioen, maar werd in 1771 overgeplaatst naar de dragonders. D'Hautpoul was 1,80 m groot, had brede schouders en een luide stem. Vanaf 1777 was hij officier in het regiment dragonders van Languedoc. In 1792 werd hij kolonel.
In 1802 huwde hij met Alexandrine Daumy en ze kregen op 29 mei 1806 een zoon Alexandre Joseph Napoléon.
Bij het begin van de Franse Revolutie bezochten commissies de regimenten om adel uit te zuiveren. Zijn soldaten kozen zijn kant met de woorden “Geen d'Hautpoul, geen 6e jagers!”
In april 1794 werd D'Hautpoul brigadegeneraal en kreeg hij het bevel over een brigade onder Jacques Desjardin en diens opvolger François Séverin Marceau-Desgraviers.
Na de Franse inval in Zuidelijke Nederlanden in 1794 werd hij overgeplaatst naar de divisie van François Joseph Lefebvre. Hij vocht te Blankenberge op 13 september 1795. In juni 1796 werd D'Hautpoul divisiegeneraal. Te Altenkirchen kreeg hij een musketkogel in de schouder.
Na zijn herstel kreeg hij het bevel over de zware cavalerie in het Leger van Samber en Maas onder generaal Paul Grenier. Na de Slag bij Neuwied werd hij overgeplaatst naar het expeditieleger tegen Engeland onder Lazare Hoche. Toen het Directoire de invasie van Engeland opgaf, ging hij naar het Donauleger. Na de Franse nederlaag in de Slag bij Ostrach in 1799 dekte hij de aftocht uit Pfullendorf. Enkele dagen later kwam hij te laat met zijn charge in de Slag bij Stockach. De bevelhebber Jean-Baptiste Jourdan daagde hem voor de krijgsraad te Straatsburg, maar die sprak hem vrij.
In 1799 beval D'Hautpoul in Zwitserland cavaleriebrigades onder Michel Ney, Claude Lecourbe en Louis Baraguey d'Hilliers. In 1800 diende hij in Duitsland onder Jean Victor Marie Moreau in de Slag bij Biberach an der Riß en de Slag bij Hohenlinden.

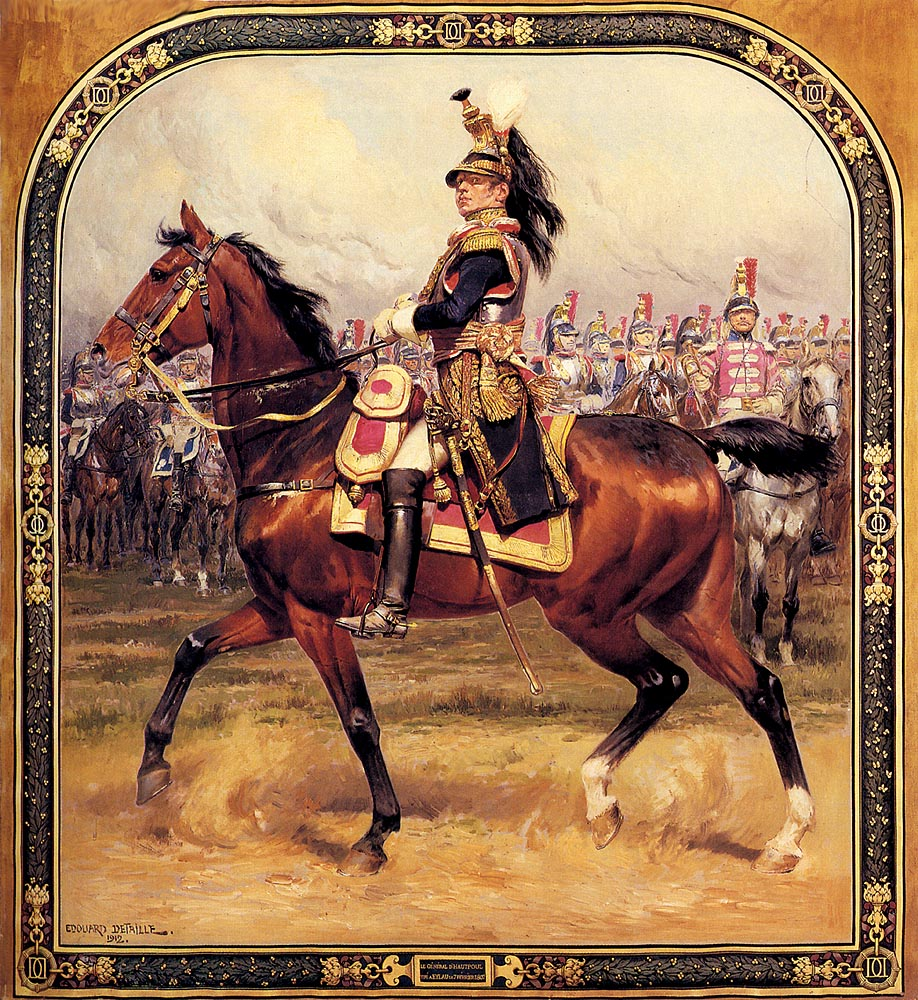
D'Hautpoul te paard

In juli 1801 duidde Napoleon D'Hautpoul aan als inspecteur-generaal van de cavalerie in de kampen van Compiègne en Sint-Omaars. In augustus 1805 kreeg D'Hautpoul het bevel over de 2e divisie kurassiers onder Joachim Murat. In de Slag bij Austerlitz leidde D'Hautpoul zijn zware cavalerie in een charge op de Russische infanterie op de hoogte van Prace.
D'Hautpoul vocht in de Slag bij Jena-Auerstedt en in de Slag bij Lübeck.

## Eylau

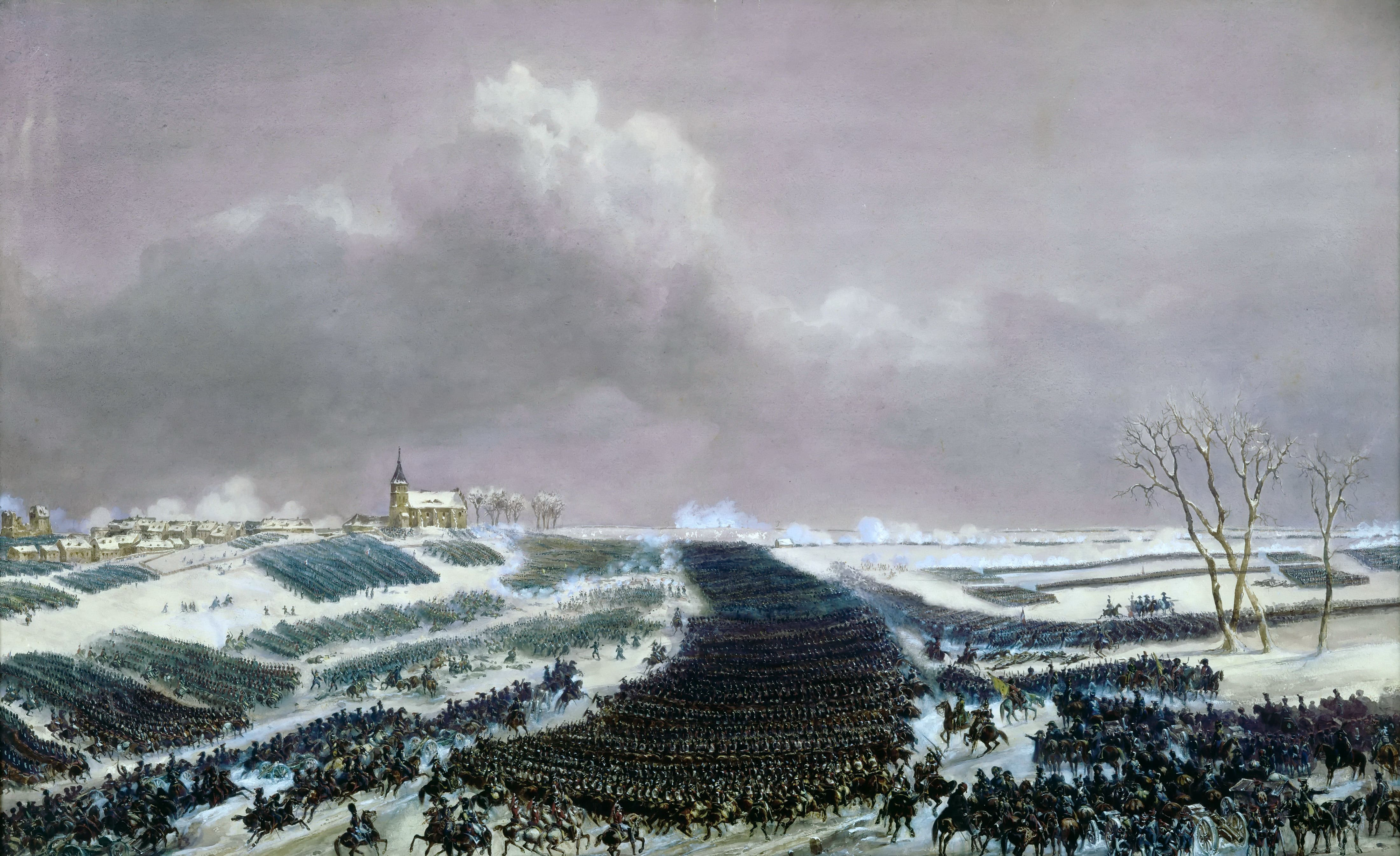
d'Hautpoul leidde in de slag bij Eylau drie charges tegen de Russische infanterie.

In de winter van 1807 hoopte Napoleon om de Russische achterhoede bij Eylau te overmeesteren. Hij beval de dragonders om een brug in te nemen, maar dit mislukte.
D'Hautpoul en zijn kurassiers denderden over de brug en joegen de infanterie op de vlucht. Ze maakten vier kanonnen en twee vlaggen buit. Napoleon omhelsde D'Hautpoul in het zicht van zijn divisie.
De achtervolging van de Russen ging voort. In de nacht van 7 februari 1807 kwamen de Fransen bij het dorp Eylau. Hoewel de keizer enkele kilometer verder in zijn kamp was, rolde de keizerlijke koets het dorp in. De Russische wacht verjoeg de koetsier en zijn mannen en plunderde de koets. De keizerlijke wacht joeg de Russen weg. Beide zijden verloren 4000 man.
De volgende ochtend stonden beide legers tegenover elkaar op het bevroren slagveld.
Napoleon begon de Slag bij Eylau door Davout vooruit te sturen.
Daarna moest Augereau links in het centrum aanvallen. Er stak een sneeuwstorm op. Door het slechte zicht waren de legers evenwijdig opgerukt in plaats van naar elkaar toe. De Fransen bevonden zich in het schootsveld van een batterij van 70 Russische kanonnen. Die openden het vuur en de infanterie volgde met bajonetten. 5000 Fransen stierven in enkele minuten. Napoleon werd bijna gevangengenomen in zijn uitkijkpost bij het kerkhof van Eylau, maar zijn cavalerie joeg de Russen weg.
Om 10u30 stuurde Napoleon de 80 eskadrons cavalerie van 10700 ruiters onder Murat in de strijd.
Door de sneeuw konden ze niet galopperen. De cavalerie viel met 24 eskadrons aan in twee colonnes de cavalerie onder Emmanuel de Grouchy, de kurassiers onder d'Hautpoul en de grenadiers onder Louis Lepic reden zij aan zij. De charge brak het centrum, ze keerden en chargeerde een tweede keer. De mannen van Grouchy werden teruggedreven, maar de kurassiers van d'Hautpoul stootten door. De paarden waren uitgeput, maar de kurassiers chargeerden een derde keer en braken weer door. De Russische kozakken mengden zich in het gevecht, maar hun lichtere paarden kwamen tekort tegen de grotere paarden van de Fransen. Bij de derde charge raakte d'Hautpoul gewond door een artilleriegranaat. Zijn mannen droegen hem terug naar de Franse linie.
Tegen het advies van dokter Dominique Jean Larrey weigerde D'Hautpoul amputatie van zijn been en hij stierf enkele dagen later.
- Bibliothèque nationale de France: cb137483607 (data)
- Gemeinsame Normdatei: 102719317X
- International Standard Name Identifier: 0000 0000 4508 9185
- Library of Congress Control Number: no2006055284
- Base Léonore: LH//770/16
- Système universitaire de documentation: 237849798
- Virtual International Authority File: 78532395
- WorldCat: E39PBJfCrRDGmDwDpj7dYyXKh3